# كارل دلتاي
كارل دلتاي (بالألمانية: Karl Dilthey)‏ (و. 1839 – 1907 م) هو عالم إنسان، ومؤرخ الفن، وعالم آثار، وعالم لغوي كلاسيكي، وأستاذ جامعي، وباحث في تاريخ العصور الكلاسيكية، وعالم آثار كلاسيكية ألماني، كان عضوًا في أكاديمية العلوم في غوتينغن، توفي في غوتينغن، عن عمر يناهز 68 عاماً.

## التعليم
تعلم في جامعة بون، وتعلم في جامعة فروتسواف
.